# جوزف بورلی
جوزف بورلی (به انگلیسی: Joseph Beverley) بازیکن فوتبال زادهٔ ۱۲ نوامبر ۱۸۵۶ اهل کشور انگلستان که سابقهٔ بازی در تیم ملی فوتبال انگلستان را در کارنامهٔ خود دارد. وی در تاریخ ۲۳ فوریه ۱۸۸۴ نخستین بازی ملی خود را در مقابل تیم ملی فوتبال ایرلند انجام داد و با حضور در ۳ بازی ملی، در تاریخ ۱۷ مارس ۱۸۸۴ واپسین بازی ملی‌اش را در برابر تیم ملی فوتبال ولز برگزار کرد.